# Congreso Nacional (Dominikanische Republik)
Der Congreso Nacional (Nationalkongress) ist die Legislative der Dominikanischen Republik. Er ist ein Zweikammergremium und besteht aus dem Senat und der Abgeordnetenkammer. In besonderen Fällen tritt der Nationalkongress zur Asamblea Nacional (Nationalversammlung) zusammen.
Der Senat repräsentiert die Provinzen der Dominikanischen Republik; er besteht aus 32 Mitgliedern: unabhängig von der Bevölkerungszahl 1 Vertreter aus jeder Provinz und 1 Vertreter aus dem Distrito Nacional (Nationaldistrikt; dieser ist weder Provinz noch Kommune und ist gleichzeitig als Santo Domingo de Guzmán die Hauptstadt des Landes).
Die Abgeordnetenkammer setzt sich aus 190 Volksvertretern zusammen, 178 als Vertreter der Provinzen und des Distrito Nacional (1 pro 50.000 Einwohner, mindestens 2). Zusätzlich werden seit 2010 5 Abgeordnete auf nationaler Ebene und seit 2012 7 Abgeordnete aus Übersee gewählt.
Die Mitglieder beider Kammern werden für einen Zeitraum von vier Jahren gewählt. Das Mindestalter für die Kandidatur beträgt 25 Jahre, und der Kandidat muss mindestens in den letzten fünf Jahren vor der Wahl im Wahlkreis, der ihn wählt, gewohnt haben. Sowohl die Senatoren als auch die Abgeordneten werden durch direkte und geheime Wahl gewählt. Es gibt für beide keine Amtszeitbeschränkung, eine Wiederwahl ist unbeschränkt möglich.
Der Nationalkongress tagt im Kongresspalast (Palacio del Congreso Nacional) in Santo Domingo.

## Wahlen
Die Wahlen zum Nationalen Kongress finden alle vier Jahre zusammen mit der Präsidentschaftswahl am dritten Sonntag im Mai statt, die Vereidigung der gewählten Abgeordneten und Senatoren am 16. August. Das Wahlrecht ist universell und die Teilnahme obligatorisch für alle dominikanischen Bürger, die über 18 Jahre alt oder, falls jünger, verheiratet sind.
Die letzten Wahlen fanden aufgrund der Covid-19-Pandemie erst am 15. Juli 2020 statt. Sie brachten einen erdrutschartigen Sieg der Mitte-links-Allianz des Partido Revolucionario Moderno (PRM) über die seit 2006 regierende Mitte-rechts-Allianz des Partido de la Liberación Dominicana (PLD).

## Befugnisse
Die Abgeordnetenkammer und der Senat sind gleichberechtigte Partner im Gesetzgebungsprozess (Gesetze können nicht ohne die Zustimmung beider Kammern erlassen werden); die Verfassung gewährt jedoch jeder Kammer einige exklusive Befugnisse: Der Senat ist ermächtigt, Verträge und Ernennungen durch den Präsidenten zu genehmigen. Gesetzesvorlagen zur Erhöhung der Einnahmen müssen in der Abgeordnetenkammer eingebracht werden. Die Abgeordnetenkammer hat die alleinige Befugnis zur Einführung eines Amtsenthebungsverfahrens, während nur der Senat es durchführen kann.
Die Befugnisse des Nationalkongresses sind in Artikel 76 bis 121 der Verfassung geregelt. Sie überträgt dem Nationalkongress die gesamte gesetzgebende Gewalt.
Ihm obliegt darüber hinaus die Aufsicht über die Exekutive. Dazu muss der Präsident gemäß Verfassung (Artikel 114) jährlich vor dem Nationalkongress über die Haushalts-, Finanz- und Verwaltungsführung des vergangenen Jahres Rechenschaft ablegen zusammen mit einer Botschaft, in der die makroökonomischen und fiskalischen Prognosen, die erwarteten wirtschaftlichen, finanziellen und sozialen Ergebnisse und die wichtigsten Prioritäten erläutert werden, die die Regierung im Rahmen des für das laufende Jahr verabschiedeten Staatshaushalts umzusetzen beabsichtigt. Die Verfassung sieht zudem vor, dass dem Nationalkongress Berichte der Rechenschaftskammer, der Ministerien und des Ombudsmanns vorzulegen sind.
Die Beschlüsse des Nationalkongresses werden mit absoluter Mehrheit der Stimmen gefasst, außer bei Verfassungsänderungen, bei denen eine Zweidrittelmehrheit erforderlich ist. Die Tätigkeit des Nationalkongresses wird durch sein Organisations- und Arbeitsreglement geregelt. Den Vorsitz hat der Präsident des Senats, zum vorsitzenden Komitee gehören zudem der Vizepräsident des Senats, der Präsident der Abgeordnetenkammer sowie die Sekretäre der beiden Kammern.
In besonderen Fällen tritt der Nationalkongress zur Nationalversammlung (Asamblea Nacional) zusammen; dafür muss mehr als die Hälfte der Mitglieder jeder Kammer anwesend sein. Die Nationalversammlung wird für Gedenk- oder protokollarische Handlungen einberufen, wie die Proklamation des Präsidenten und des Vizepräsidenten und deren Vereidigung, oder um über Verfassungsänderungen zu entscheiden, wobei sie in diesem Fall als Asamblea Nacional Revisora (Nationale Revisionsversammlung) fungiert.

## Geschichte
Der Nationalkongress der Dominikanischen Republik wurde, nach der Erlangung der Unabhängigkeit und der Ausarbeitung der Verfassung, am 6. November 1844 gegründet. Kapitel 2 dieser Verfassung regelte die Aufteilung der Legislative in zwei gesetzgebende Körperschaften, den Tribunado (entspricht der heutigen Abgeordnetenkammer) und den Consejo Conservador (entspricht dem heutigen Senat). Die Abgeordneten und Senatoren wurden durch indirekte und auf Volkszählung basierende Wahl gewählt, und nur Personen mit Immobilienbesitz konnten kandidieren.
1854 wurde der Consejo Conservador in Senado umbenannt und auf 10 Mitglieder erweitert (zwei statt eines pro Provinz). Im Dezember desselben Jahres wurde der Tribunado aufgelöst und der Senat in Senado Consultor mit nur noch 7 Mitgliedern umbenannt, womit die Legislative der Dominikanischen Republik zum ersten Mal aus einem Einkammergremium bestand. Das Zweikammersystem wurde nach der Restauration der Eigenstaatlichkeit im November 1865 wiederhergestellt, indem eine Cámara de Representantes (Senat) und eine Cámara de Diputados (Abgeordnetenkammer) eingeführt wurden.
Zwischen 1866 und 1907 schwankte die Dominikanische Republik zwischen einem Zwei- und einem Einkammersystem, indem der Senat in der Verfassungsänderung von 1866 abgeschafft, 1878 wiederhergestellt und 1880 erneut abgeschafft wurde. In der Verfassung von 1908 wurde der Senat unter dem Namen Senado wieder, diesmal endgültig, zu einer Kammer des Nationalkongresses. Während der ersten US-Intervention 1916–1924 wurde der Nationalkongress aufgelöst. Nach der Wiederherstellung der nationalen Souveränität wurde er wieder eingesetzt, und 1927 wurde die Direktwahl der Abgeordneten eingeführt.
Mit dem Aufstieg von Rafael Leonidas Trujillo zur Macht wurde der Nationalkongress zum Instrument seiner politischen Ambitionen. 1935 wurde Trujillo vom Nationalkongress zum Präsidenten auf Lebenszeit ernannt, der 11. Januar des Jahres als Día del Benefactor (Tag des Wohltäters) eingeführt und die Hauptstadt in Ciudad Trujillo umbenannt. 1941 erkannte der Nationalkongress die Bürgerrechte der Frauen an und gab ihnen das Wahlrecht ab 1942.
Nach Trujillos Ermordung 1961 wurde der aus dem Exil zurückgekehrte Juan Bosch Ende 1962 in freien Wahlen zum Präsidenten gewählt, aber nach nur sieben Monaten durch einen Militärputsch gestürzt, worauf der ebenfalls neu gewählte Nationalkongress wieder aufgelöst wurde. In der sogenannten April-Revolution 1965 zwang eine militärische Gruppe, die die Verfassung von 1963 wiederherstellen und Bosch wiedereinsetzen wollte, die Militärjunta zur Kapitulation, setzte den Nationalkongress wieder ein und errichtete eine provisorische Regierung. Darauf ersuchten die Militärs die USA um Entsendung von Truppen, was zur zweiten US-Intervention am 15. Juni 1965 und schließlich am 1. Juni 1966 zur neuen verfassungsmäßigen Regierung unter Präsident Joaquín Balaguer und zu einem neu gewählten Nationalkongress führte.
Nach der Präsidentschaftswahl 1994, die Balaguer unter umstrittenen Bedingungen knapp gegen José Francisco Peña Gómez gewann, setzte die Opposition durch, dass die Amtszeit Balaguers auf zwei Jahre verkürzt wurde. Seither fanden die Präsidentschafts- und die Parlamentswahlen getrennt, je alle zwei Jahre, statt. Im Mai 2002 verabschiedete der Nationalkongress eine Verfassungsänderung, die die Amtszeit der Parlaments 2010 auf sechs Jahre ausdehnte, um Präsidentschafts- und Parlamentswahlen wieder gemeinsam durchführen zu können. Während der Wahl des Präsidenten der Abgeordnetenkammer, Alfredo Pacheco, am 16. August 2003 kam es zu einer Schießerei im Saal der Kammer.
2010 beschloss der Nationalkongress, fünf zusätzliche Sitze in der Abgeordnetenkammer zu schaffen, um kleinen Parteien, die auf nationaler Ebene mehr als 1 % der Stimmen erzielten, aber keinen Sitz errangen, einen solchen zu ermöglichen. Das Ausführungsgesetz führte dann allerdings die Möglichkeit ein, dass auch Allianzen sich an dieser Wahl beteiligen können, so dass bisher mehrheitlich die großen Parteien davon profitierten. 2012 schuf der Nationalkongress weitere sieben Sitze in der Abgeordnetenkammer, die von der dominikanischen Gemeinschaft im Ausland besetzt werden.